# Hubert Wallner (Moderator)
Hubert Wallner (* 19. Juni 1941 in Wien; † 7. August 2018 in Wien) war ein österreichischer Moderator. Er moderierte von 1971 bis 1996 diverse Sendungen für den ORF (Österreichischer Rundfunk) wie die „Österreich-Rallye“, „Autofahrer unterwegs“, für ORF-Landesstudio Niederösterreich die Sendungen „Herein spaziert“, „Radio 4/4“, „Hallo Nachbar“ und „Turnier auf der Schallaburg“.

## Leben
Hubert Wallner war von 1951 bis 1955 erster Sopran bei den  Wiener Sängerknaben und besuchte danach die Hotelfachschule der Kammer der gewerblichen Wirtschaft für Wien. Nach Stationen in der Tourismusbranche in Österreich, Frankreich, Spanien und der Schweiz war Hubert Wallner ab 1965 Leiter der Informationszentrale des ÖAMTC (Österreichischer Automobil-, Motorrad- und Touring Club).
Von 1971 bis 1996 arbeitete er als Moderator und Journalist für den ORF, von 1976 bis 1996 als Spartenleiter Familienfunk im ORF-Landesstudio Niederösterreich. Er wurde am Groß-Jedlersdorfer Friedhof bestattet.
Hubert Wallner war ab 1966 mit Traude Wallner verheiratet und hatte zwei Kinder.